# Équipe d'Uruguay des moins de 17 ans de football
Maillots
L'équipe d'Uruguay des moins de 17 ans est une sélection de joueurs de moins de 17 ans au début des deux années de compétition placée sous la responsabilité de la Fédération d'Uruguay de football. 
L'équipe a été 3 fois finaliste du Championnat des moins de 17 ans de la CONMEBOL et n'a jamais remporté la Coupe du monde de football des moins de 17 ans.

## Parcours en Championnat des moins de17 ansde la CONMEBOL
- 1985 : 5e
- 1986 : 1er tour
- 1988 : 1er tour
- 1991 :  Finaliste
- 1993 : 1er tour
- 1995 :  3e
- 1997 : 1er tour
- 1999 :  3e
- 2001 : 1er tour
- 2003 : 4e
- 2005 :  Finaliste
- 2007 : 1er tour
- 2009 :  3e
- 2011 :  Finaliste
- 2013 : 4e
- 2015 : 5e
- 2017 : 1er tour
- 2019 : 6e
- 2023 : 1er tour
- 2025 : 1er tour

## Parcours en Coupe du monde des moins de17 ans
- 1985 : Non qualifié
- 1987 : Non qualifié
- 1989 : Non qualifié
- 1991 : 1er tour
- 1993 : Non qualifié
- 1995 : Non qualifié
- 1997 : Non qualifié
- 1999 : Quarts-de-finale
- 2001 : Non qualifié
- 2003 : Non qualifié
- 2005 : 1er tour
- 2007 : Non qualifié
- 2009 : Quarts-de-finale
- 2011 :  Finaliste
- 2013 : Quarts-de-finale
- 2015 : Non qualifié
- 2017 : Non qualifié
- 2019 : Non qualifié
- 2023 : Non qualifié
- 2025 : Non qualifié

## Palmarès
- Coupe du monde de football des moins de 17 ans
  - Finaliste  en 2011

- Championnat des moins de 17 ans de la CONMEBOL
  - Finaliste  en 1991 en 2005 en 2011

## Anciens joueurs
- Jonathan Urretavizcaya
- Gonzalo Barreto
- Mauro Goicoechea
- Elías Ricardo Figueroa
- Rubén Olivera
- Williams Martínez
- Juan Gutiérrez